# Bhera
Bhera (en ourdou : بهيره) est une ville pakistanaise située dans le district de Sargodha, dans la province du Pendjab. Elle est la capitale du tehsil du même nom. Elle aurait anciennement porté le nom Jobnathnagar. C'est la cinquième plus grande ville du district.
La population de la ville a augmenté de plus de 60 % entre 1972 et 2017 selon les recensements officiels, passant de 24 167 habitants à 40 453. Entre 1998 et 2017, la croissance annuelle moyenne s'affiche à 1,3 %, bien inférieure à la moyenne nationale de 2,4 %. Selon le recensement de 2023, la population de la ville monte à 70 921 habitants.
|            | 1972 (rec.) | 1981 (rec.) | 1998 (rec.) | 2017 (rec.) | 2023 (rec.) |
| ---------- | ----------- | ----------- | ----------- | ----------- | ----------- |
| Population | 24 167      | 29 654      | 31 618      | 40 453      | 70 921      |